# 제1회 서강데뷔작영화제
제1회 서강데뷔작영화제는 2004년 10월 27일에 열린 시상식이다.

## 수상 및 후보

### 알바트로스 상
- 거울 속으로 - 김성호 수상
- 범죄의 재구성 - 최동훈
- 효자동 이발사 - 임찬상

### 특별전
- 달은... 해가 꾸는 꿈 - 박찬욱
- 3인조 - 박찬욱
- 공동경비구역 JSA - 박찬욱
- 복수는 나의 것 - 박찬욱
- 심판 - 박찬욱
- 여섯 개의 시선 - 박찬욱

### 화제의 데뷔작
- 영자의 전성시대 - 김호선
- 별들의 고향 - 이장호
- 화분 - 하길종